# Francis Reichelderfer
Francis Wilton Reichelderfer (6 août 1895 - 26 janvier 1983), également connu sous le nom de «Reich», est un météorologue américain qui a présidé à une ère de grands changements dans l'histoire du service météorologique de son pays. De 1938 à 1963, Reich guida l'organisation de la Seconde Guerre mondiale au début de l'ère des satellites météorologiques et des prévisions météorologiques numériques. Sa plus grande qualité fut de comprendre de la direction que devait prendre la météorologie, d'agir en conséquence et d'attirer les personnes talentueuses pour accomplir le travail.

## Biographie
Francis Reichelderfer est né à Harlan, dans le comté d'Allen (Indiana) le 6 août 1895 d'un père ministre méthodiste et grandit dans le Midwest. Pour payer ses études universitaires, il travailla comme chauffeur de fournaise du dortoir des femmes de l'institution, commençant dès 3 h 30 le matin. Il obtint son diplôme en génie chimique de l'université Northwestern en 1916.

### Carrière dans la US Navy
Reichelderfer entama ensuite une carrière dans la marine américaine. En 1916, il devint officier de la réserve navale et fut sélectionné pour la première classe de formation militaire à l’école de météorologie du Massachusetts Institute of Technology (MIT),. Par la suite, avec l'entrée dans la Première Guerre mondiale des États-Unis, il fut affecté à l'aérographie de la marine (terme utilisé par l'US Navy pour désigner les météorologues) et envoyé en Nouvelle-Écosse pour le breffage des pilotes de la patrouille anti-sous-marine.
Mais «Reich» s’est porté volontaire pour devenir un aviateur de la marine,. En tant que tel, il a non seulement pensé à observer et à prévoir le temps qu'il faisait, mais il a également compris que comprendre qu'il s'agissait d'une question cruciale pour le monde de l'aviation. Il a volé dans des dirigeables, des avions à voilure fixe et même avec des avions de compétition. Fort de son expérience dans le domaine de la météorologie et de l’aviation, il devint chef de l’aérologie de la marine en 1922 et occupa ce poste jusqu’en 1928, utilisant un coin du quartier général du Weather Bureau à Washington, DC.
Les travaux de l'école norvégienne de météorologie de Bergen attirèrent l'attention de Reichelderfer qui devint bientôt l'un des premiers météorologistes américains à adopter ses méthodes de prévision du temps. Cette approche reposait sur des principes physiques pour l'analyse des fronts météorologiques et des masses d'air, pas simplement sur des observations météorologiques. Reichelderfer obtint de la Navy d'être envoyé à Bergen en 1931 pour faire des études plus approfondies sur leurs méthodes puis fut affect au cuirassé Oklahoma, puis de nouveau au service des dirigeables de la Marine et finalement en tant qu’officier principal du cuirassé Utah.
Au cours de cette période, Reichelderfer se fit de nombreux amis influents. Parmi eux figurait Carl-Gustaf Rossby, météorologue suédois récemment installé aux États-Unis, Harry Frank Guggenheim (en) qui a financé la création par Rossby du premier système d’observations et de prévisions météorologiques pour l’aviation en Californie à la fin des années 1920, Alexander George McAdie de l’observatoire météorologique de Blue Hill de l'université Harvard et Robert Andrews Millikan, président du California Institute of Technology.

### Service météorologique
En septembre 1938 quand Willis Gregg, chef du Weather Bureau, décéda subitement d'une crise cardiaque. En raison de sa connaissance de la météorologie aéronautique, de son passé militaire, de sa connaissance des méthodes de prévision météorologique de Bergen et de ses influents collègues, Reichelderfer devint le nouveau directeur du Weather Bureau après 22 ans passés dans la marine américaine.
Il débuta son mandat le 15 décembre 1938 et s'entoura d'individus partageant ses idées scientifiques tels que Carl-Gustaf Rossby, Harry Wexler et Horace R. Byers. Le pays et le Weather Bureau furent plongés dans la Seconde Guerre mondiale deux ans plus tard et «Reich» était le leader idéal pour guider le service météo grâce à son expérience aéronavale. Il comprit rapidement les besoins, aida à mettre en place une formation pour des centaines de météorologues militaires, recruta des centaines de femmes pour remplacer les hommes entrés dans les forces armées et siégea au Comité de météorologie inter-armes composé de lui-même et des chefs services météorologiques de la Marine et de l'Armée. Ils influença les dirigeants à considérer les prévisions météorologiques comme un impératif stratégique mondial affectant les mouvements des troupes et de leur matériel.
Reichelderfer a rapidement compris l’importance des avancées techniques et s’est rapidement mis au radar en tant qu’outil d’observation et de prévision météorologique à court terme. Il a fait progresser l’étude de la climatologie en supervisant la production d’une série de quarante années de cartes de surface soigneusement analysées, montrant les conditions météorologiques depuis 1899. Ces analyses facilitaient les prévisions durant la Seconde Guerre mondiale et servaient également de guides pour la recherche. Pendant les années de guerre, il créa également un centre d'analyse des masses d'airs et des fronts qui servirent de modèle aux services météorologiques d'autres pays dans la période post-conflit.
Après la guerre, «Reich» resta à la recherche de nouvelles méthodes et de nouvelles idées : progrès du radar météorologique, introduction de la prévision numérique du temps et création d’un groupe de recherche sur des sujets aussi variés que l’ensemencement des nuages, les orages et la dispersion des matières radioactives. Reichelderfer a aussi encouragé les programmes de recherche sur les ouragans, le Centre des opérations aériennes, le National Severe Storms Laboratory (NSSL) et le Laboratoire des ressources aériennes. L'une des plus grandes innovations en matière d’observation météorologique, le satellite météorologique, fut introduite lors de son mandat avec le lancement de TIROS-1 le 1er avril 1960.
Il prit sa retraite en 1963 mais resta actif dans son domaine jusqu'à sa mort en 1983.

## Honneurs et récompenses
Reichelderfer a reçu de nombreux honneurs et était membre de nombreuses sociétés scientifiques. Il a été élu à l'Académie nationale des sciences en 1945 et a été membre de la Société américaine de philosophie. En 1919, il devint membre fondateur de l’American Meteorological Society (AMS), plus tard Fellow, et président de 1941 à 1942. Reichelderfer était aussi membre de l'Union américaine de géophysique, dont il fut élu vice-président de 1949 à 1953 et de 1959 à 1960, ainsi que président de la section de météorologie de l'organisme de 1944 à 1947. Finalement, il était membre de l'American Institute of Aeronautics and Astronautics, du Cosmos Club et du Federal Club.
L'influence de Francis Reichelderfer a transcendé les frontières nationales puisqu'il a contribué à la création de l'Organisation météorologique mondiale et en fut le premier président en 1951. Il a reçu le Prix de l'Organisation météorologique internationale en 1964. La même année, il reçut le prix Cleveland Abbe du gouvernement américain pour services distingués et reçut un prix spécial en 1972. À l’automne 1982, peu avant sa mort, l'AMS créa un prix en son honneur. Il a éagalement reçu des prix du Chili, de Cuba, de la France, du Japon et du Pérou pour son rayonnement en météorologie.